# Хронологія світових рекордів з плавання на дистанції 100 метрів вільним стилем

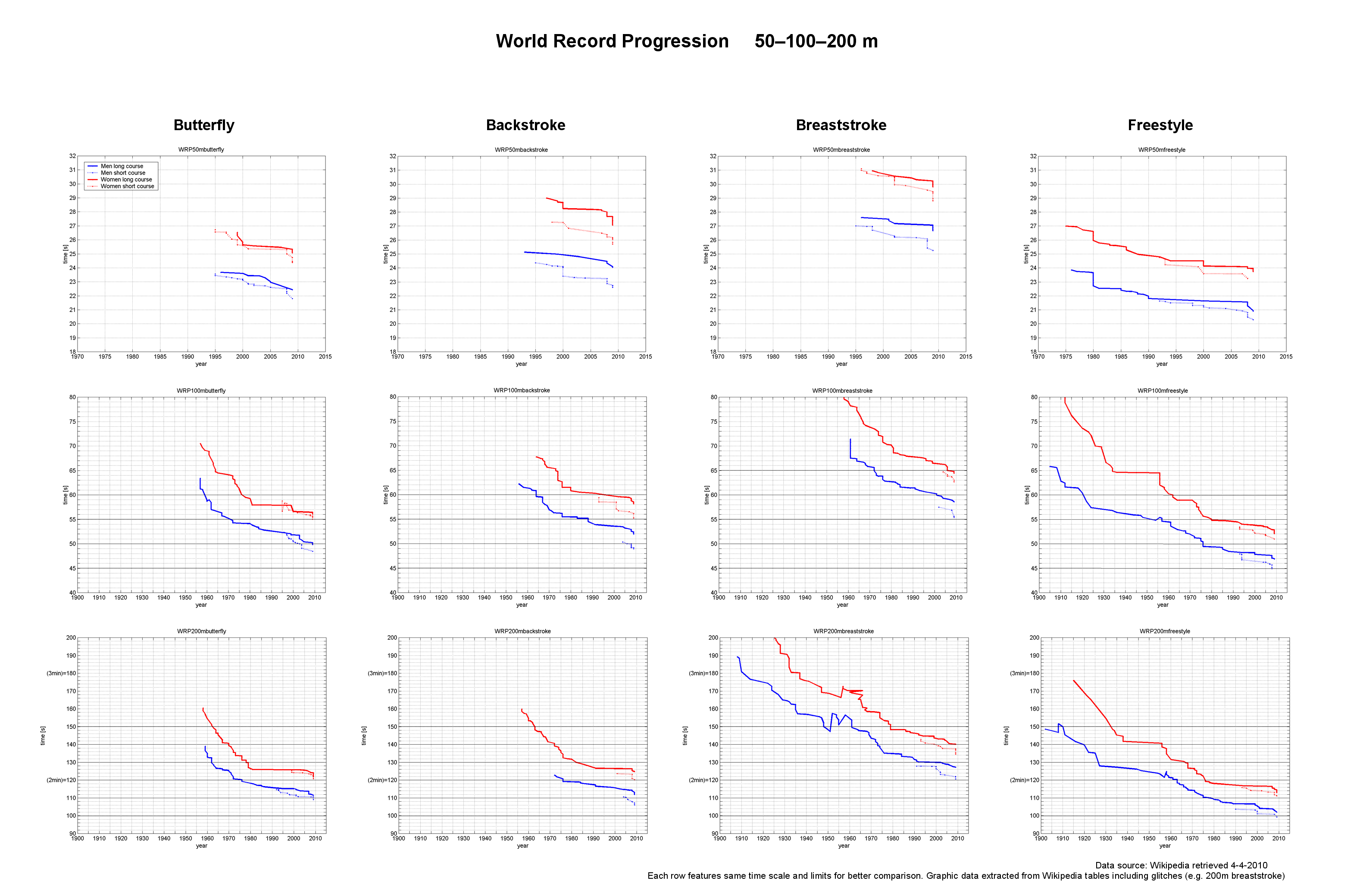
Графіки встановлення світових рекордів з плавання серед чоловіків та жінок на дистанціях 50 м-100 м-200 м на довгій та короткій воді батерфляєм, на спині, брасом і вільним стилем

Перший світовий рекорд з плавання  на дистанції 100 вільним стилем на довгій воді (50 метрів) Міжнародна федерація плавання (FINA) визнала 1905 року. У змаганнях на короткій воді (25 метрів) світовий рекорд вперше визнано 3 березня 1991 року.
За цей час результати постійно поліпшувалися завдяки кращим методикам тренувань, розвиткові цього виду спорту та змінам у плавальних костюмах (наприклад, захисні окуляри не були в широкому вжитку до початку 1970 років, а завдяки їх впровадженню суттєво збільшився час тренувань).
На перших чотирьох Олімпійських іграх змагання відбулися не в басейні, а на відкритій воді (1896 – в Середземному морі, 1900 – в Сені, 1904 – в штучному озері, 1906 – в Середземному морі). Дистанція вільним стилем на літніх Олімпійських іграх 1904 єдиний раз дорівнювала 100 ярдів, а не звичайних 100 метрів. До літніх Олімпійських ігор 1908 спеціально побудували 100-метровий басейн, розмістивши його в чаші «Вайт Сіті Стадіум». Змагання з плавання на літніх Олімпійських іграх 1912, що відбулися в Стокгольмській затоці, поклали початок електронному вимірюванню часу.
До початку 1940-х років плавці-чоловіки вдягали плавальні костюми на все тіло, що спричиняли більший опір води, ніж сучасні плавальні костюми. Опір води вдалося також зменшити завдяки дизайнові басейнів, а саме: відповідній глибині, усуванню течій, збільшенню ширини доріжки тощо.
Різке поліпшення світових рекордів у 2008/2009 роках збіглося в часі з запровадженням поліуретанових плавальних костюмів фірм Speedo (LZR, 50% поліуретану) 2008 року та Arena (X-Glide), Adidas (Hydrofoil), Jaked (всі зі 100% поліуретану) 2009 року. У січні 2010 FINA заборонила плавальні костюми зроблені з будь-якого матеріалу окрім текстилю. Крім того, FINA опублікувала список дозволених плавальних костюмів.
На літніх Олімпійських іграх 1924 вперше використано стандартний 50-метровий басейн з позначеними доріжками. На початках плавці вільним стилем стартували зі стінок басейну, а на літніх Олімпійських іграх 1936 запроваджено стартову тумбу. До початку 1950-х років розроблено закритий розворот.

## Чоловіки

### На довгій воді
| #   | Час    |      | Ім'я                    | Країна           | Дата              | Змагання                                                      | Місце                                                | Пос.          |
| --- | ------ | ---- | ----------------------- | ---------------- | ----------------- | ------------------------------------------------------------- | ---------------------------------------------------- | ------------- |
| 1   | 1:05.8 |      | Золтан Халмаї           | Угорщина         | 3 грудня 1905     | –                                                             | Відень, Австрія                                      | [ 3 ]         |
| 2   | 1:05.6 |      | Чарлз Деніелс           | США              | 20 липня 1908     | Олімпійські ігри                                              | Лондон, Об'єднане Королівство                        | [ 4 ]         |
| 3   | 1:02.8 | (tt) | Чарлз Деніелс           | США              | 15 квітня 1910    | Special record attempt by the New York AC                     | Нью-Йорк, Сполучені Штати Америки                    | [ 5 ]         |
| 4   | 1:02.4 |      | Курт Бреттінґ           | Німецька імперія | 6 квітня 1912     | –                                                             | Брюссель, Бельгія                                    | [ 6 ]         |
| 5   | 1:01.6 |      | Дьюк Каганамоку         | США              | 20 липня 1912     | Чемпіонат Німеччини                                           | Гамбург, Німеччина                                   |               |
| 6   | 1:01.4 |      | Дьюк Каганамоку         | США              | 9 серпня 1918     | International exhibition                                      | Нью-Йорк, Сполучені Штати Америки                    | [ 7 ]         |
| 7   | 1:00.4 |      | Дьюк Каганамоку         | США              | 24 серпня 1920    | Олімпійські ігри                                              | Антверпен, Бельгія                                   |               |
| 8   | 58.6   |      | Джонні Вайссмюллер      | США              | 9 липня 1922      | –                                                             | Аламіда, Сполучені Штати Америки                     |               |
| 9   | 57.4   |      | Джонні Вайссмюллер      | США              | 17 лютого 1924    | –                                                             | Маямі, Сполучені Штати Америки                       |               |
| 10  | 56.8   |      | Пітер Фік               | США              | 2 березня 1934    | Yale University Swimming Carnival                             | Нью-Гейвен (Коннектикут), Сполучені Штати Америки    | [ 8 ]         |
| 11  | 56.6   | (tt) | Пітер Фік               | США              | 5 березня 1935    | Yale University Swimming Carnival                             | Нью-Гейвен (Коннектикут), Сполучені Штати Америки    | [ 9 ]         |
| 12  | 56.4   |      | Пітер Фік               | США              | 11 лютого 1936    | Yale Benefit Event for the United States Olympic team         | Нью-Гейвен (Коннектикут), Сполучені Штати Америки    | [ 10 ]        |
| 13  | 55.9   | (tt) | Алан Форд               | США              | 13 квітня 1944    | Special record attempt                                        | Нью-Гейвен (Коннектикут), Сполучені Штати Америки    | [ 11 ]        |
| 14  | 55.8   |      | Александр Жані          | Франція          | 15 вересня 1947   | –                                                             | Ментона, Франція                                     |               |
| 15  | 55.4   | (tt) | Алан Форд               | США              | 29 червня 1948    | New Haven Swim Club team time trial                           | Нью-Гейвен (Коннектикут), Сполучені Штати Америки    | [ 12 ]        |
| 16  | 54.8   | (tt) | Дік Клівленд            | США              | 1 квітня 1954     | AAU Championships                                             | Нью-Гейвен (Коннектикут), Сполучені Штати Америки    | [ 13 ] [ 14 ] |
| 17  | 55.4   |      | Джон Генрікс            | Австралія        | 30 листопада 1956 | Олімпійські ігри                                              | Мельбурн, Австралія                                  | [ 15 ]        |
| 18  | 55.2   |      | Джон Девітт             | Австралія        | 19 січня 1957     | Чемпіонат Нового Південного Уельсу                            | Сідней, Австралія                                    | [ 16 ]        |
| 19  | 54.6   |      | Джон Девітт             | Австралія        | 28 січня 1957     | Чемпіонат Квінсленду                                          | Брисбен, Австралія                                   | [ 17 ]        |
| 20  | 54.4   |      | Стів Кларк              | США              | 18 серпня 1961    | Men's NAAA Championships                                      | Лос-Анджелес, Сполучені Штати Америки                | [ 18 ]        |
| 21  | 53.6   | (tt) | Мануел дос Сантос       | Бразилія         | 20 вересня 1961   | Special record attempt by the CR Guanabara                    | Ріо-де-Жанейро, Бразилія                             |               |
| 22  | 52.9   |      | Ален Ґоттваллес         | Франція          | 13 вересня 1964   | –                                                             | Будапешт, Угорщина                                   |               |
| 22= | 52.9   | (е)  | Стів Кларк              | США              | 14 жовтня 1964    | Олімпійські ігри                                              | Токіо, Японія                                        | [ 19 ]        |
| 23  | 52.6   | (е)  | Кен Волш                | США              | 27 липня 1967     | Панамериканські ігри                                          | Вінніпег, Канада                                     | [ 20 ]        |
| 23= | 52.6   |      | Зак Зорн                | США              | 2 вересня 1968    | Відбіркові змагання до олімпійської збірної США (елек. 52.58) | Лос-Анджелес, Сполучені Штати Америки                | [ 21 ]        |
| 24  | 52.2   |      | Майкл Венден            | Австралія        | 19 жовтня 1968    | Олімпійські ігри                                              | Мехіко, Мексика                                      | [ 22 ]        |
| 25  | 51.94  | (пз) | Марк Шпіц               | США              | 23 серпня 1970    | AAU Championships                                             | Лос-Анджелес, Сполучені Штати Америки                | [ 23 ]        |
| 26  | 51.47  | (пз) | Марк Шпіц               | США              | 5 серпня 1972     | Відбіркові змагання до олімпійської збірної США               | Чикаго, Сполучені Штати Америки                      | [ 24 ]        |
| 27  | 51.22  |      | Марк Шпіц               | США              | 3 вересня 1972    | Олімпійські ігри                                              | Мюнхен, Федеративна Республіка Німеччина (1949—1990) | [ 25 ]        |
| 28  | 51.12  | (пз) | Джим Монтґомері         | США              | 21 червня 1975    | AAU World Championship Trials                                 | Лонг-Біч, Сполучені Штати Америки                    | [ 26 ]        |
| 29  | 51.11  |      | Енді Коан               | США              | 3 серпня 1975     | An Amateur Athletic Union Region Four meet                    | Форт-Лодердейл, Сполучені Штати Америки              | [ 27 ]        |
| 30  | 50.59  | (пф) | Джим Монтґомері         | США              | 23 серпня 1975    | AAU Championships                                             | Канзас-Сіті, Сполучені Штати Америки                 | [ 28 ]        |
| 31  | 50.39  | (пф) | Джим Монтґомері         | США              | 24 липня 1976     | Олімпійські ігри                                              | Монреаль, Канада                                     | [ 29 ]        |
| 32  | 49.99  |      | Джим Монтґомері         | США              | 25 липня 1976     | Олімпійські ігри                                              | Монреаль, Канада                                     | [ 30 ]        |
| 33  | 49.44  |      | Джонті Скіннер          | ПАР              | 14 серпня 1976    | AAU Championships                                             | Філадельфія, Сполучені Штати Америки                 | [ 31 ]        |
| 34  | 49.36  | (tt) | Роуді Ґейнс             | США              | 3 квітня 1981     | Longhorn Invitational                                         | Остін, Сполучені Штати Америки                       |               |
| 35  | 49.24  | (пз) | Метт Бйонді             | США              | 6 серпня 1985     | USA Summer Nationals                                          | Мішн-В'єхо, Сполучені Штати Америки                  | [ 32 ]        |
| 36  | 48.95  |      | Метт Бйонді             | США              | 6 серпня 1985     | USA Summer Nationals                                          | Мішн-В'єхо, Сполучені Штати Америки                  | [ 33 ]        |
| 37  | 48.74  |      | Метт Бйонді             | США              | 24 червня 1986    | USA World Championships Trials                                | Орландо, Сполучені Штати Америки                     | [ 34 ]        |
| 38  | 48.42  |      | Метт Бйонді             | США              | 10 серпня 1988    | Відбіркові змагання до олімпійської збірної США               | Остін, Сполучені Штати Америки                       |               |
| 39  | 48.21  |      | Олександр Попов         | Росія            | 18 червня 1994    | International Swimming Meeting of Monte Carlo                 | Монте-Карло, Монако                                  |               |
| 40  | 48.18  | (е)  | Майкл Клім              | Австралія        | 16 вересня 2000   | Олімпійські ігри                                              | Сідней, Австралія                                    | [ 35 ]        |
| 41  | 47.84  | (пф) | Пітер ван ден Гогенбанд | Нідерланди       | 19 вересня 2000   | Олімпійські ігри                                              | Сідней, Австралія                                    | [ 36 ]        |
| 42  | 47.60  | (пф) | Ален Бернар             | Франція          | 21 березня 2008   | Чемпіонат Європи                                              | Ейндговен, Нідерланди                                | [ 37 ]        |
| 43  | 47.50  |      | Ален Бернар             | Франція          | 22 березня 2008   | Чемпіонат Європи                                              | Ейндговен, Нідерланди                                | [ 38 ]        |
| 44  | 47.24  | (е)  | Імон Саллівен           | Австралія        | 11 серпня 2008    | Олімпійські ігри                                              | Пекін, Китай                                         | [ 39 ]        |
| 45  | 47.20  | (пф) | Ален Бернар             | Франція          | 13 серпня 2008    | Олімпійські ігри                                              | Пекін, Китай                                         | [ 40 ]        |
| 46  | 47.05  | (пф) | Імон Саллівен           | Австралія        | 13 серпня 2008    | Олімпійські ігри                                              | Пекін, Китай                                         |               |
| 47  | 46.94* |      | Ален Бернар             | Франція          | 23 квітня 2009    | Чемпіонат Франції                                             | Монпельє, Франція                                    | [ 41 ] [ 42 ] |
| 48  | 46.91  |      | Сезар Сьєло Фільйо      | Бразилія         | 30 липня 2009     | Чемпіонат світу                                               | Рим, Італія                                          | [ 43 ]        |
| 49  | 46.86  |      | Давід Попович           | Румунія          | 13 серпня 2022    | Чемпіонат Європи                                              | Рим, Італія                                          | [ 44 ]        |
| 50  | 46.80  | (е)  | Пань Чжаньле            | КНР              | 11 лютого 2024    | Чемпіонат світу                                               | Доха, Катар                                          | [ 45 ]        |

* FINA не затвердила рекорд, бо Бернар був не в дозволеному плавальному костюмі.

### На короткій воді
| #   | Час   |    | Ім'я            | Країна    | Дата              | Змагання                            | Місце                                         | Пос.          |
| --- | ----- | -- | --------------- | --------- | ----------------- | ----------------------------------- | --------------------------------------------- | ------------- |
| WBT | 48.20 |    | Міхаель Ґрос    | ФРН       | 11 лютого 1988    | ?                                   | Оффенбах, Німеччина                           | [ 47 ] [ 48 ] |
| 1   | 47.94 |    | Густаво Боржес  | Бразилія  | 2 липня 1993      | Brazil Nationals                    | Сантус (Сан-Паулу), Бразилія                  | [ 49 ]        |
| 2   | 47.83 |    | Олександр Попов | Росія     | 1 січня 1994      | Кубок світу                         | Гонконг, Гонконг                              | [ 50 ] [ 51 ] |
| 3   | 47.82 |    | Олександр Попов | Росія     | 5 січня 1994      | Кубок світу                         | Пекін, Китай                                  | [ 52 ] [ 51 ] |
| 4   | 47.12 |    | Олександр Попов | Росія     | 12 березня 1994   | Кубок світу                         | Дезенцано-дель-Гарда, Італія                  | [ 53 ] [ 51 ] |
| 5   | 46.74 |    | Олександр Попов | Росія     | 19 березня 1994   | Кубок світу                         | Гельзенкірхен, Німеччина                      | [ 51 ]        |
| 6   | 46.25 |    | Іян Крокер      | США       | 27 березня 2004   | NCAA Men's Division 1 Championships | Іст-Медоу (Нью-Йорк), Сполучені Штати Америки | [ 54 ]        |
| 6=  | 46.25 |    | Роланд Шуман    | ПАР       | 22 січня 2005     | Кубок світу                         | Берлін, Німеччина                             | [ 55 ]        |
| 7   | 45.83 |    | Стефан Нюстранд | Швеція    | 17 листопада 2007 | Кубок світу                         | Берлін, Німеччина                             | [ 56 ]        |
| 8   | 45.69 |    | Ален Бернар     | Франція   | 7 грудня 2008     | Чемпіонат Франції на короткій воді  | Анже, Франція                                 | link          |
| 9   | 45.12 | пф | Аморі Лево      | Франція   | 12 грудня 2008    | Чемпіонат Європи на короткій воді   | Рієка, Хорватія                               | [ 58 ]        |
| 10  | 44.94 |    | Аморі Лево      | Франція   | 13 грудня 2008    | Чемпіонат Європи на короткій воді   | Рієка, Хорватія                               | link          |
| 11  | 44.84 |    | Kyle Chalmers   | Австралія | 29 жовтня 2021    | Кубок світу                         | Казань, Росія                                 | [ 60 ]        |

## Жінки

### На довгій воді
| #   | Час    |    | Ім'я             | Країна          | Дата              | Змагання                                                           | Місце                                                   | Пос.   |
| --- | ------ | -- | ---------------- | --------------- | ----------------- | ------------------------------------------------------------------ | ------------------------------------------------------- | ------ |
| 1   | 1:35.0 |    | Марта Ґерштунґ   | Німеччина       | 18 жовтня 1908    | –                                                                  | Магдебург, Німеччина                                    |        |
| 2   | 1:26.6 |    | Клер Ґуттенштайн | Бельгія         | 2 жовтня 1910     | –                                                                  | Схарбек, Бельгія                                        |        |
| 3   | 1:24.6 |    | Дейзі Кервен     | Велика Британія | 29 вересня 1911   | –                                                                  | Ліверпуль, Об'єднане Королівство                        |        |
| 4   | 1:20.6 |    | Дейзі Кервен     | Велика Британія | 10 червня 1912    | –                                                                  | Беркенгед, Об'єднане Королівство                        |        |
| 5   | 1:19.8 |    | Фанні Дюрек      | Австралія       | 9 липня 1912      | Олімпійські ігри                                                   | Стокгольм, Швеція                                       | [ 61 ] |
| 6   | 1:18.8 |    | Фанні Дюрек      | Австралія       | 21 липня 1912     | Чемпіонат Німеччини                                                | Гамбург, Німеччина                                      |        |
| 7   | 1:16.2 |    | Фанні Дюрек      | Австралія       | 6 лютого 1915     | NSW Ladies' Amateur Championships                                  | Сідней, Австралія                                       | [ 62 ] |
| 8   | 1:14.4 | пф | Етелда Блейбтрей | США             | 23 серпня 1920    | Олімпійські ігри                                                   | Антверпен, Бельгія                                      | [ 63 ] |
| 9   | 1:13.6 |    | Етелда Блейбтрей | США             | 25 серпня 1920    | Олімпійські ігри                                                   | Антверпен, Бельгія                                      | [ 64 ] |
| 10  | 1:12.8 |    | Ґертруда Едерле  | США             | 30 червня 1923    | –                                                                  | Ньюарк (Нью-Джерсі), Сполучені Штати Америки            | [ 65 ] |
| 11  | 1:12.2 | пз | Меріечен Веселау | США             | 19 липня 1924     | Олімпійські ігри                                                   | Париж, Франція                                          |        |
| 12  | 1:10.0 |    | Етел Лекі        | США             | 28 січня 1926     | –                                                                  | Толідо, Сполучені Штати Америки                         | [ 66 ] |
| 13  | 1:09.8 |    | Еленор Ґаратті   | США             | 7 серпня 1929     | National AAU women's swimming meet                                 | Гонолулу, Шаблон:Дані країни Hawaii                     | [ 67 ] |
| 14  | 1:09.4 |    | Альбіна Осипович | США             | 25 серпня 1929    | –                                                                  | Сан-Франциско, Сполучені Штати Америки                  |        |
| 15  | 1:08.0 |    | Гелен Медісон    | США             | 14 березня 1930   | National AAU Women's Indoor Swimming and Diving Championships      | Маямі-Біч, Сполучені Штати Америки                      | [ 68 ] |
| 16  | 1:06.6 |    | Гелен Медісон    | США             | 20 квітня 1931    | –                                                                  | Бостон, Сполучені Штати Америки                         |        |
| 17  | 1:06.0 |    | Віллі ден Ауден  | Нідерланди      | 9 липня 1933      | –                                                                  | Антверпен, Бельгія                                      |        |
| 18  | 1:05.4 |    | Віллі ден Ауден  | Нідерланди      | 24 лютого 1934    | –                                                                  | Амстердам, Нідерланди                                   |        |
| 19  | 1:04.8 |    | Віллі ден Ауден  | Нідерланди      | 15 квітня 1934    | –                                                                  | Роттердам, Нідерланди                                   |        |
| 20  | 1:04.6 |    | Віллі ден Ауден  | Нідерланди      | 27 лютого 1936    | –                                                                  | Амстердам, Нідерланди                                   |        |
| 21  | 1:04.5 |    | Дон Фрейзер      | Австралія       | 21 лютого 1956    | Чемпіонат Австралії                                                | Сідней, Австралія                                       | [ 69 ] |
| 22  | 1:04.2 |    | Коккі Ґастеларс  | Нідерланди      | 3 березня 1956    | –                                                                  | Амстердам, Нідерланди                                   |        |
| 23  | 1:04.0 |    | Коккі Ґастеларс  | Нідерланди      | 14 квітня 1956    | –                                                                  | Східам, Нідерланди                                      |        |
| 24  | 1:03.3 |    | Дон Фрейзер      | Австралія       | 25 серпня 1956    | Australian Olympic Squad Swimming Carnival                         | Таунсвілл, Австралія                                    | [ 70 ] |
| 25  | 1:03.2 |    | Лоррейн Крепп    | Австралія       | 20 жовтня 1956    | Australian Olympic Squad Swimming Carnival                         | Сідней, Австралія                                       | [ 71 ] |
| 26  | 1:02.4 |    | Лоррейн Крепп    | Австралія       | 25 жовтня 1956    | Відбіркові змагання до олімпійської збірної Австралії              | Мельбурн, Австралія                                     | [ 72 ] |
| 27  | 1:02.0 |    | Дон Фрейзер      | Австралія       | 1 грудня 1956     | Олімпійські ігри                                                   | Мельбурн, Австралія                                     | [ 73 ] |
| 28  | 1:01.5 | yd | Дон Фрейзер      | Австралія       | 18 лютого 1958    | Чемпіонат Австралії                                                | Мельбурн, Австралія                                     | [ 74 ] |
| 29  | 1:01.4 | yd | Дон Фрейзер      | Австралія       | 21 липня 1958     | British Empire & Commonwealth Games                                | Кардіфф, Об'єднане Королівство                          | [ 75 ] |
| 30  | 1:01.2 |    | Дон Фрейзер      | Австралія       | 10 серпня 1958    | –                                                                  | Східам, Нідерланди                                      |        |
| 31  | 1:00.2 | yd | Дон Фрейзер      | Австралія       | 23 лютого 1960    | Чемпіонат Австралії та відбіркові змагання до олімпійської збірної | Сідней, Австралія                                       | [ 76 ] |
| 32  | 1:00.0 | yd | Дон Фрейзер      | Австралія       | 23 жовтня 1962    | Australian British Empire & Commonwealth Games Trials              | Мельбурн, Австралія                                     | [ 77 ] |
| 33  | 59.9   | yd | Дон Фрейзер      | Австралія       | 27 жовтня 1962    | Australian British Empire & Commonwealth Games Trials              | Мельбурн, Австралія                                     | [ 78 ] |
| 34  | 59.5   | yd | Дон Фрейзер      | Австралія       | 24 листопада 1962 | British Empire & Commonwealth Games                                | Перт, Австралія                                         | [ 79 ] |
| 35  | 58.9   |    | Дон Фрейзер      | Австралія       | 29 лютого 1964    | Чемпіонат Австралії та відбіркові змагання до олімпійської збірної | Сідней, Австралія                                       | [ 80 ] |
| 35= | 58.9   |    | Шейн Ґоулд       | Австралія       | 30 квітня 1971    | Coca-Cola International                                            | Лондон, Об'єднане Королівство                           | [ 81 ] |
| 36  | 58.5   |    | Шейн Ґоулд       | Австралія       | 8 січня 1972      | Чемпіонат Нового Південного Уельсу                                 | Сідней, Австралія                                       | [ 82 ] |
| 37  | 58.25  |    | Корнелія Ендер   | НДР             | 13 липня 1973     | GDR Nationals & World Championship Trials                          | Східний Берлін, НДР                                     |        |
| 38  | 58.12  |    | Корнелія Ендер   | НДР             | 18 серпня 1973    | –                                                                  | Утрехт, Нідерланди                                      |        |
| 39  | 57.61  | е  | Корнелія Ендер   | НДР             | 8 вересня 1973    | Чемпіонат світу                                                    | Белград, Соціалістична Федеративна Республіка Югославія |        |
| 40  | 57.54  |    | Корнелія Ендер   | НДР             | 9 вересня 1973    | Чемпіонат світу                                                    | Белград, Соціалістична Федеративна Республіка Югославія |        |
| 41  | 57.51  |    | Корнелія Ендер   | НДР             | 4 липня 1974      | GDR Nationals & European Championship Trials                       | Росток, НДР                                             |        |
| 42  | 56.96  |    | Корнелія Ендер   | НДР             | 19 серпня 1974    | Чемпіонат Європи                                                   | Відень, Австрія                                         |        |
| 43  | 56.38  |    | Корнелія Ендер   | НДР             | 14 березня 1975   | GDRvURS Duel                                                       | Дрезден, НДР                                            |        |
| 44  | 56.22  | е  | Kornelia Ендер   | НДР             | 26 липня 1975     | Чемпіонат світу                                                    | Калі (місто), Колумбія                                  |        |
| 45  | 55.73  |    | Корнелія Ендер   | НДР             | 1 червня 1976     | Відбіркові змагання до олімпійської збірної НДР                    | Східний Берлін, НДР                                     |        |
| 46  | 55.65  |    | Корнелія Ендер   | НДР             | 19 липня 1976     | Олімпійські ігри                                                   | Монреаль, Канада                                        |        |
| 47  | 55.41  |    | Барбара Краузе   | НДР             | 5 липня 1978      | GDR Nationals & World Championship Trials                          | Східний Берлін, НДР                                     |        |
| 48  | 54.98  | пз | Барбара Краузе   | НДР             | 20 липня 1980     | Олімпійські ігри                                                   | Москва, Союз Радянських Соціалістичних Республік        |        |
| 49  | 54.79  |    | Барбара Краузе   | НДР             | 21 липня 1980     | Олімпійські ігри                                                   | Москва, Союз Радянських Соціалістичних Республік        |        |
| 50  | 54.73  | е  | Крістін Отто     | НДР             | 19 серпня 1986    | Чемпіонат світу                                                    | Мадрид, Іспанія                                         |        |
| 51  | 54.48  | пз | Дженні Томпсон   | США             | 1 березня 1992    | Відбіркові змагання до олімпійської збірної США                    | Індіанаполіс, Сполучені Штати Америки                   | [ 83 ] |
| 52  | 54.01  |    | Ле Цзін'ї        | КНР             | 5 вересня 1994    | Чемпіонат світу                                                    | Рим, Італія                                             | [ 84 ] |
| 53  | 53.80  |    | Інге де Бройн    | Нідерланди      | 28 травня 2000    | Super Speedo Grand Prix                                            | Шеффілд, Об'єднане Королівство                          | [ 85 ] |
| 54  | 53.77  | пф | Інге де Бройн    | Нідерланди      | 20 вересня 2000   | Олімпійські ігри                                                   | Сідней, Австралія                                       | [ 86 ] |
| 55  | 53.66  | пф | Ліббі Тріккетт   | Австралія       | 31 березня 2004   | Чемпіонат Австралії та відбіркові змагання до олімпійської збірної | Сідней, Австралія                                       | [ 87 ] |
| 56  | 53.52  | пф | Джоді Генрі      | Австралія       | 18 серпня 2004    | Олімпійські ігри                                                   | Афіни, Греція                                           | [ 88 ] |
| 57  | 53.42  | пф | Ліббі Тріккетт   | Австралія       | 31 січня 2006     | Чемпіонат Австралії & Commonwealth Games Trials                    | Мельбурн, Австралія                                     | [ 89 ] |
| 58  | 53.30  |    | Брітта Штеффен   | Німеччина       | 2 серпня 2006     | Чемпіонат Європи                                                   | Будапешт, Угорщина                                      | [ 90 ] |
| 59  | 52.88  |    | Ліббі Тріккетт   | Австралія       | 27 березня 2008   | Чемпіонат Австралії                                                | Сідней, Австралія                                       | [ 91 ] |
| 60  | 52.85  | пз | Брітта Штеффен   | Німеччина       | 25 червня 2009    | Чемпіонат Німеччини                                                | Берлін, Німеччина                                       | [ 92 ] |
| 61  | 52.56  |    | Брітта Штеффен   | Німеччина       | 27 червня 2009    | Чемпіонат Німеччини                                                | Берлін, Німеччина                                       | [ 93 ] |
| 62  | 52.22  | е  | Брітта Штеффен   | Німеччина       | 26 липня 2009     | Чемпіонат світу                                                    | Рим, Італія                                             | [ 94 ] |
| 63  | 52.07  |    | Брітта Штеффен   | Німеччина       | 31 липня 2009     | Чемпіонат світу                                                    | Рим, Італія                                             | [ 94 ] |
| 64  | 52.06  |    | Кейт Кемпбелл    | Австралія       | 2 липня 2016      | Australia Grand Prix                                               | Брисбен, Австралія                                      | [ 95 ] |
| 65  | 51.71  | е  | Сара Шестрем     | Швеція          | 23 липня 2017     | Чемпіонат світу                                                    | Будапешт, Угорщина                                      | [ 96 ] |

### На короткій воді
| #  | Час   |    | Ім'я                  | Країна    | Дата              | Змагання            | Місце                   | Пос.            |
| -- | ----- | -- | --------------------- | --------- | ----------------- | ------------------- | ----------------------- | --------------- |
| 1  | 53.46 |    | Францишка ван Альмсік | Німеччина | 6 січня 1993      | Кубок світу         | Шанхай, Китай           | [ 97 ]          |
| 2  | 53.33 |    | Францишка ван Альмсік | Німеччина | 10 січня 1993     | Кубок світу         | Пекін, Китай            | [ 98 ]          |
| 3  | 53.01 |    | Ле Цзін'ї             | КНР       | 2 грудня 1993     | Чемпіонат світу     | Пальма (місто), Іспанія |                 |
| 4  | 52.80 |    | Тереза Альсгаммар     | Швеція    | 10 грудня 1999    | Чемпіонат Європи    | Лісабон, Португалія     | [ 99 ]          |
| 5  | 52.17 |    | Тереза Альсгаммар     | Швеція    | 17 березня 2000   | Чемпіонат світу     | Афіни, Греція           | [ 100 ] [ 101 ] |
| 6  | 51.91 | пф | Ліббі Тріккетт        | Австралія | 8 серпня 2005     | Чемпіонат Австралії |                         | [ 102 ]         |
| 7  | 51.70 |    | Ліббі Тріккетт        | Австралія | 9 серпня 2005     | Чемпіонат Австралії | Мельбурн, Австралія     | [ 103 ]         |
| 8  | 51.01 |    | Ліббі Тріккетт        | Австралія | 10 серпня 2009    | Чемпіонат Австралії | Гобарт, Австралія       | [ 104 ]         |
| 9  | 50.91 | †  | Кейт Кемпбелл         | Австралія | 28 листопада 2015 | Чемпіонат Австралії | Сідней, Австралія       | [ 105 ]         |
| 10 | 50.77 |    | Сара Шестрем          | Швеція    | 3 серпня 2017     | Кубок світу         | Москва, Росія           | [ 106 ]         |
| 11 | 50.58 |    | Сара Шестрем          | Швеція    | 11 серпня 2017    | Кубок світу         | Ейндговен, Нідерланди   | link            |
| 12 | 50.25 |    | Кейт Кемпбелл         | Австралія | 26 жовтня 2017    | Чемпіонат Австралії | Аделаїда, Австралія     | link            |

## Найкращі 25 за увесь час

### Чоловіки на довгій воді
- Актуально станом на лютий 2024[109]

| Міс. | Час   | Плавець                  | Дата            | Місце    | Пос.    |
| ---- | ----- | ------------------------ | --------------- | -------- | ------- |
| 1    | 46.80 | Пань Чжаньле (CHN)       | 11 лютого 2024  | Доха     | [ 45 ]  |
| 2    | 46.86 | Давід Попович (ROU)      | 13 серпня 2022  | Рим      | [ 110 ] |
| 3    | 46.91 | Сезар Сьєло Фільйо (BRA) | 30 липня 2009   | Рим      |         |
| 4    | 46.94 | Ален Бернар (FRA)        | 23 квітня 2009  | Монпельє |         |
| 5    | 46.96 | Кайлеб Дрессел (USA)     | 25 липня 2019   | Кванджу  |         |
| 6    | 47.04 | Кемерон Макевой (AUS)    | 10 квітня 2016  | Аделаїда |         |
| 7    | 47.05 | Імон Саллівен (AUS)      | 13 серпня 2008  | Пекін    |         |
| 8    | 47.08 | Кайл Чалмерс (AUS)       | 25 липня 2019   | Кванджу  |         |
| 8    | 47.08 | Кайл Чалмерс (AUS)       | 29 липня 2021   | Токіо    |         |
| 9    | 47.10 | Джеймс Магнуссен (AUS)   | 19 березня 2012 | Аделаїда |         |
| 10   | 47.11 | Клемент Колесников (RUS) | 28 липня 2021   | Токіо    | [ 112 ] |
| 11   | 47.15 | Фредерік Буске (FRA)     | 24 квітня 2009  | Монпельє |         |
| 12   | 47.27 | Брент Гейден (CAN)       | 30 липня 2009   | Рим      |         |
| 13   | 47.31 | Джек Алексі (USA)        | 27 липня 2023   | Фукуока  | [ 113 ] |
| 14   | 47.33 | Девід Волтерс (USA)      | 30 липня 2009   | Рим      |         |
| 15   | 47.37 | Стефан Нюстранд (SWE)    | 30 липня 2009   | Рим      |         |
| 16   | 47.39 | Раян Гелд (USA)          | 31 липня 2019   | Стенфорд |         |
| 17   | 47.42 | Максім Груссе (FRA)      | 27 липня 2023   | Фукуока  | [ 113 ] |
| 18   | 47.43 | Владислав Гриньов (RUS)  | 9 квітня 2019   | Москва   |         |
| 19   | 47.45 | Алессандро Мірессі (ITA) | 19 травня 2021  | Будапешт | [ 114 ] |
| 19   | 47.45 | Метт Річардс (GBR)       | 27 липня 2023   | Фукуока  |         |
| 21   | 47.47 | Кріштоф Мілак (HUN)      | 13 серпня 2022  | Рим      | [ 110 ] |
| 22   | 47.51 | Майкл Фелпс (USA)        | 11 серпня 2008  | Пекін    |         |
| 23   | 47.52 | Натан Едрієн (USA)       | 1 серпня 2012   | Лондон   |         |
| 24   | 47.55 | Джошуа Льєндо (CAN)      | 21 червня 2022  | Будапешт | [ 115 ] |
| 25   | 47.56 | Хван Сон У (KOR)         | 28 липня 2021   | Токіо    | [ 112 ] |

#### Нотатки
Нижче подано список інших часів, однакових або кращих за 47.56:
- Пань Чжаньле проплив ще за 46.97 (2023), 47.06 (2023), 47.22 (2023), 47.29 (2024), 47.43 (2023), 47.53 (2024).
- Давід Попович проплив ще за 46.98 (2022), 47.07 (2022), 47.13 (2022, 2022), 47.20 (2022), 47.23 (2022), 47.30 (2021), 47.34 (2022), 47.37 (2022), 47.54 (2022), 47.56 (2021).
- Кайлеб Дрессел проплив ще за 47.02 (2021), 47.17 (2017), 47.22 (2017), 47.23 (2021), 47.26 (2017, 2021), 47.32 (2019), 47.34 (2019), 47.35 (2019), 47.39 (2021).
- Сезар Сьєло Фільйо проплив ще за 47.09 (2009), 47.13 (2009), 47.29 (2009), 47.39 (2009), 47.48 (2009).
- Ален Бернар проплив ще за 47.12 (2009), 47.20 (2008), 47.21 (2008), 47.27 (2009), 47.50 (2008), 47.51 (2009).
- Кайл Чалмерс проплив ще за 47.15 (2023), 47.35 (2019), 47.36 (2022), 47.37 (2019), 47.44 (2023), 47.48 (2019), 47.51 (2022), 47.52 (2023).
- Імон Саллівен проплив ще за 47.24 (2008), 47.32 (2008), 47.52 (2008), 47.55 (2008).
- Фредерік Буске проплив ще за 47.25 (2009).
- Клемент Колесников проплив ще за 47.31 (2021), 47.37 (2021), 47.44 (2021), 47.53 (2021).
- Раян Гелд проплив ще за 47.43 (2019).
- Алессандро Мірессі проплив ще за 47.46 (2021), 47.52 (2021), 47.53 (2021), 47.54 (2023).
- Метт Річардс проплив ще за 47.47 (2023).
- Джеймс Магнуссен проплив ще за 47.49 (2011), 47.53 (2012, 2013).
- Стефан Нюстранд проплив ще за 47.52 (2009), 47.53 (2009).
- Максім Груссе проплив ще за 47.52 (2021), 47.54 (2022).
- Брент Гейден проплив ще за 47.56 (2008).
- Кемерон Макевой проплив ще за 47.56 (2016).

### Чоловіки на короткій воді
- Актуально станом на грудень 2023[116]

| Міс. | Час   | Плавець                           | Дата              | Місце           | Пос.    |
| ---- | ----- | --------------------------------- | ----------------- | --------------- | ------- |
| 1    | 44.84 | Кайл Чалмерс (AUS)                | 29 жовтня 2021    | Казань          | [ 117 ] |
| 2    | 44.94 | Аморі Лево (FRA)                  | 13 грудня 2008    | Рієка           |         |
| 3    | 44.95 | Володимир Морозов (RUS)           | 16 листопада 2018 | Сінгапур        | [ 118 ] |
| 4    | 45.04 | Флоран Маноду (FRA)               | 5 грудня 2013     | Франція         |         |
| 5    | 45.08 | Натан Едрієн (USA)                | 19 грудня 2009    | Велика Британія |         |
| 5    | 45.08 | Кайлеб Дрессел (USA)              | 22 листопада 2020 | Будапешт        |         |
| 7    | 45.36 | Лагунов Євген Олександрович (RUS) | 11 грудня 2009    | Стамбул         |         |
| 8    | 45.41 | Максім Груссе (FRA)               | 14 грудня 2022    | Мельбурн        | [ 119 ] |
| 9    | 45.46 | Метью Абуд (AUS)                  | 21 листопада 2009 | Сінгапур        |         |
| 10   | 45.51 | Алессандро Мірессі (ITA)          | 10 грудня 2023    | Отопень         | [ 120 ] |
| 11   | 45.54 | Стефан Нюстранд (SWE)             | 10 листопада 2009 | Стокгольм       |         |
| 12   | 45.55 | Джордан Крукс (CAY)               | 14 грудня 2022    | Мельбурн        | [ 121 ] |
| 13   | 45.56 | Брент Гейден (CAN)                | 14 листопада 2009 | Велика Британія |         |
| 14   | 45.58 | Клемент Колесников (RUS)          | 7 листопада 2021  | Казань          | [ 122 ] |
| 15   | 45.60 | Джеймс Магнуссен (AUS)            | 7 серпня 2013     | Нідерланди      |         |
| 16   | 45.63 | Раян Гелд (USA)                   | 21 грудня 2021    | Абу-Дабі        | [ 123 ] |
| 17   | 45.64 | Давід Попович (ROU)               | 15 грудня 2022    | Мельбурн        | [ 119 ] |
| 18   | 45.68 | Данило Ізотов (RUS)               | 11 грудня 2009    | Туреччина       |         |
| 19   | 45.69 | Ален Бернар (FRA)                 | 7 грудня 2008     | Франція         |         |
| 20   | 45.70 | Джастін Ресс (USA)                | 28 листопада 2021 | Ейндговен       | [ 124 ] |
| 21   | 45.72 | Томас Чеккон (ITA)                | 15 грудня 2022    | Мельбурн        | [ 119 ] |
| 22   | 45.74 | Сезар Сьєло Фільйо (BRA)          | 19 грудня 2010    | Дубай           |         |
| 22   | 45.74 | Зак Еппл (USA)                    | 19 жовтня 2020    | Будапешт        |         |
| 23   | 45.75 | Сергій Фесіков (RUS)              | 11 грудня 2009    | Стамбул         |         |
| 24   | 45.77 | Пань Чжаньле (CHN)                | 15 грудня 2022    | Мельбурн        | [ 119 ] |
| 25   | 45.78 | Чад ле Клос (RSA)                 | 6 серпня 2017     | Німеччина       |         |

#### Нотатки
Нижче подано список інших часів, однакових або кращих за 45.78:
- Кайл Чалмерс проплив ще за 45.03 (2021), 45.16 (2022), 45.50 (2021), 45.53 (2021), 45.54 (2018), 45.55 (2019, 2022), 45.65 (2021), 45.66 (2022), 45.69 (2021), 45.70 (2021), 45.73 (2021, 2021), 45.77 (2019), 45.78 (2018).
- Аморі Лево проплив ще за 45.12 (2008), 45.56 (2009), 45.76 (2008).
- Володимир Морозов проплив ще за 45.16 (2018), 45.23 (2017), 45.30 (2018), 45.51 (2014), 45.52 (2012), 45.53 (2019), 45.56 (2017), 45.57 (2016), 45.64 (2013, 2018), 45.65 (2012, 2013, 2017), 45.66 (2018), 45.67 (2013), 45.68 (2012, 2013), 45.69 (2018), 45.74 (2013), 45.77 (2016).
- Кайлеб Дрессел проплив ще за 45.18 (2020), 45.20 (2020), 45.22 (2019), 45.47 (2021), 45.56 (2020), 45.62 (2018), 45.66 (2018), 45.69 (2019), 45.75 (2019).
- Максім Груссе проплив ще за 45.46 (2023), 45.58 (2022), 45.61 (2022), 45.63 (2023), 45.77 (2022).
- Алессандро Мірессі проплив ще за 45.57 (2021, 2022), 45.58 (2021), 45.74 (2022), 45.76 (2023).
- Джордан Крукс проплив ще за 45.61 (2022).
- Данило Ізотов проплив ще за 45.70 (2009).
- Стефан Нюстранд проплив ще за 45.73 (2009).
- Брент Гейден проплив ще за 45.75 (2009).
- Сезар Сьєло Фільйо проплив ще за 45.75 (2014).
- Раян Гелд проплив ще за 45.75 (2021).

### Жінки на довгій воді
- Актуально станом на лютий 2024[125]

| Міс. | Час   | Плавчиня                  | Дата              | місце         | Пос.    |
| ---- | ----- | ------------------------- | ----------------- | ------------- | ------- |
| 1    | 51.71 | Сара Шестрем (SWE)        | 23 липня 2017     | Будапешт      |         |
| 2    | 51.96 | Емма Маккеон (AUS)        | 30 липня 2021     | Токіо         | [ 126 ] |
| 3    | 52.02 | Шівон Хогі (HKG)          | 8 жовтня 2023     | Берлін        | [ 127 ] |
| 4    | 52.03 | Кейт Кемпбелл (AUS)       | 10 серпня 2018    | Токіо         |         |
| 5    | 52.04 | Сімоне Мануель (USA)      | 26 липня 2019     | Кванджу       |         |
| 6    | 52.07 | Брітта Штеффен (GER)      | 31 липня 2009     | Рим           |         |
| 7    | 52.08 | Моллі О'Каллаган (AUS)    | 23 липня 2023     | Фукуока       | [ 128 ] |
| 8    | 52.26 | Марріт Стінберген (NED)   | 16 лютого 2024    | Доха          | [ 129 ] |
| 9    | 52.27 | Бронте Кемпбелл (AUS)     | 9 квітня 2018     | Голд-Кост     |         |
| 10   | 52.28 | Шейна Джек (AUS)          | 23 липня 2023     | Фукуока       | [ 130 ] |
| 11   | 52.57 | Кейт Дуглас (USA)         | 28 червня 2023    | Індіанаполіс  | [ 131 ] |
| 12   | 52.59 | Меллорі Комерфорд (USA)   | 23 липня 2017     | Будапешт      |         |
| 12   | 52.59 | Пенні Олексяк (CAN)       | 30 липня 2021     | Токіо         | [ 126 ] |
| 14   | 52.62 | Ліббі Тріккетт (AUS)      | 26 липня 2009     | Рим           |         |
| 15   | 52.69 | Фемке Гемскерк (NED)      | 5 квітня 2015     | Ейндговен     |         |
| 15   | 52.69 | Пернілле Блуме (DEN)      | 28 липня 2017     | Будапешт      |         |
| 17   | 52.72 | Тейлор Рак (CAN)          | 10 серпня 2018    | Токіо         |         |
| 18   | 52.74 | Шарлотт Бонне (FRA)       | 26 травня 2018    | Saint-Raphaël |         |
| 19   | 52.75 | Раномі Кромовідьойо (NED) | 12 квітня 2012    | Ейндговен     |         |
| 19   | 52.75 | Анна Гопкін (GBR)         | 28 липня 2021     | Токіо         | [ 132 ] |
| 21   | 52.76 | Медісон Вілсон (AUS)      | 16 червня 2021    | Аделаїда      |         |
| 22   | 52.79 | Ікее Рікако (JPN)         | 18 листопада 2018 | Токіо         |         |
| 23   | 52.87 | Франческа Голсолл (GBR)   | 31 липня 2009     | Рим           |         |
| 24   | 52.90 | Чжан Юйфей (CHN)          | 27 вересня 2020   | Циндао        |         |
| 24   | 52.90 | Чжан Юйфей (CHN)          | 4 травня 2021     | Циндао        | [ 133 ] |
| 25   | 52.92 | Меґ Гарріс (AUS)          | 16 червня 2021    | Аделаїда      |         |
| 25   | 52.92 | Торрі Гаск (USA)          | 23 червня 2022    | Будапешт      | [ 134 ] |
| 25   | 52.92 | Еббі Вейтцейл (USA)       | 27 червня 2023    | Індіанаполіс  | [ 135 ] |

#### Нотатки
Нижче подано список інших часів, однакових або кращих за 52.92:
- Кейт Кемпбелл пропливла ще за 52.06 (2016), 52.12 (2019), 52.33 (2013), 52.34 (2013, 2019), 52.35 (2019), 52.37 (2018, 2018), 52.38 (2016, 2016), 52.41 (2016), 52.43 (2019, 2021), 52.44 (2019), 52.51 (2019), 52.52 (2021), 52.59 (2021), 52.61 (2018, 2019), 52.62 (2014), 52.64 (2018, 2019), 52.68 (2014, 2014), 52.69 (2013, 2015, 2017, 2018), 52.70 (2014), 52.71 (2016, 2019, 2021), 52.72 (2014), 52.74 (2014), 52.76 (2019), 52.78 (2016, 2017, 2019, 2021), 52.80 (2021), 52.82 (2015), 52.83 (2013, 2021), 52.84 (2015, 2015), 52.85 (2016, 2021), 52.87 (2019, 2020), 52.89 (2013, 2014), 52.92 (2013).
- Сара Шестрем пропливла ще за 52.08 (2017), 52.23 (2019), 52.24 (2023), 52.28 (2017), 52.31 (2017), 52.43 (2019), 52.44 (2017), 52.46 (2019), 52.54 (2017), 52.60 (2017), 52.62 (2021), 52.67 (2014, 2018), 52.68 (2021), 52.70 (2015), 52.73 (2014), 52.76 (2019), 52.77 (2018, 2018), 52.78 (2015, 2016), 52.80 (2022), 52.82 (2016, 2019, 2021), 52.86 (2017), 52.87 (2013), 52.89 (2013, 2023), 52.91 (2021).
- Емма Маккеон пропливла ще за 52.13 (2021), 52.19 (2021), 52.29 (2021), 52.32 (2021), 52.35 (2021), 52.41 (2019), 52.46 (2020), 52.49 (2021), 52.52 (2023), 52.59 (2021), 52.71 (2021), 52.75 (2019), 52.77 (2019), 52.80 (2016), 52.83 (2023), 52.84 (2019), 52.86 (2023).
- Моллі О'Каллаган пропливла ще за 52.16 (2023), 52.48 (2023), 52.49 (2022), 52.63 (2022, 2023), 52.67 (2022), 52.70 (2022), 52.83 (2022), 52.85 (2022), 52.86 (2023).
- Шівон Хогі пропливла ще за 52.17 (2023), 52.24 (2023), 52.27 (2021), 52.40 (2021), 52.49 (2023), 52.50 (2023), 52.55 (2023), 52.56 (2024), 52.64 (2023), 52.70 (2021), 52.85 (2023), 52.88 (2023), 52.90 (2023), 52.92 (2021, 2024).
- Брітта Штеффен пропливла ще за 52.22 (2009), 52.56 (2009), 52.85 (2009), 52.87 (2009).
- Сімоне Мануель пропливла ще за 52.27 (2017), 52.54 (2018), 52.66 (2018), 52.69 (2017), 52.70 (2016).
- Бронте Кемпбелл пропливла ще за 52.52 (2015), 52.58 (2016), 52.78 (2016), 52.84 (2019), 52.85 (2017, 2019), 52.86 (2014).
- Марріт Стінберген пропливла ще за 52.53 (2024), 52.71 (2023), 52.82 (2023).
- Шейна Джек пропливла ще за 52.60 (2022), 52.64 (2023, 2023), 52.76 (2023), 52.83 (2024), 52.88 (2022).
- Пенні Олексяк пропливла ще за 52.70 (2016), 52.72 (2016), 52.86 (2021), 52.89 (2021).
- Пернілле Блуме пропливла ще за 52.72 (2018), 52.83 (2018).
- Меллорі Комерфорд пропливла ще за 52.77 (2017), 52.81 (2017), 52.85 (2017).
- Раномі Кромовідьойо пропливла ще за 52.78 (2017).
- Фемке Гемскерк пропливла ще за 52.79 (2015, 2021).
- Кейт Дуглас пропливла ще за 52.81 (2023).
- Анна Гопкін пропливла ще за 52.83 (2021).
- Ліббі Тріккетт пропливла ще за 52.84 (2009), 52.88 (2008).
- Тейлор Рак пропливла ще за 52.85 (2018).

### Жінки на короткій воді
- Актуально станом на грудень 2023[136]

| Міс. | Час   | Плавчиня                  | Дата              | Місце           | Пос.    |
| ---- | ----- | ------------------------- | ----------------- | --------------- | ------- |
| 1    | 50.25 | Кейт Кемпбелл (AUS)       | 26 жовтня 2017    | Австралія       |         |
| 2    | 50.58 | Сара Шестрем (SWE)        | 11 серпня 2017    | Ейндговен       |         |
| 2    | 50.58 | Емма Маккеон (AUS)        | 3 жовтня 2021     | Будапешт        | [ 137 ] |
| 4    | 50.79 | Шівон Хогі (HKG)          | 4 грудня 2021     | Ейндговен       | [ 138 ] |
| 5    | 50.95 | Раномі Кромовідьойо (NED) | 15 грудня 2017    | Данія           |         |
| 6    | 51.01 | Ліббі Тріккетт (AUS)      | 11 серпня 2009    | Австралія       |         |
| 7    | 51.16 | Беріль Гастальделло (FRA) | 10 листопада 2020 | Будапешт        |         |
| 8    | 51.19 | Франческа Голсолл (GBR)   | 22 листопада 2009 | Сінгапур        |         |
| 9    | 51.25 | Марріт Стінберген (NED)   | 15 грудня 2022    | Мельбурн        | [ 139 ] |
| 10   | 51.26 | Еббі Вейтцейл (USA)       | 10 листопада 2020 | Будапешт        |         |
| 11   | 51.29 | Фемке Гемскерк (NED)      | 17 листопада 2018 | Сінгапур        |         |
| 12   | 51.35 | Інґе Деккер (NED)         | 11 грудня 2009    | Стамбул         |         |
| 13   | 51.40 | Медісон Вілсон (AUS)      | 25 серпня 2022    | Сідней          | [ 140 ] |
| 14   | 51.43 | Фрея Андерсон (GBR)       | 31 жовтня 2020    | Будапешт        |         |
| 14   | 51.43 | Фрея Андерсон (GBR)       | 15 листопада 2020 | Будапешт        |         |
| 14   | 51.43 | Фрея Андерсон (GBR)       | 21 листопада 2020 | Будапешт        | [ 141 ] |
| 14   | 51.43 | Фрея Андерсон (GBR)       | 22 листопада 2020 | Будапешт        |         |
| 15   | 51.44 | Катажина Васік (POL)      | 17 вересня 2021   | Неаполь         | [ 142 ] |
| 16   | 51.45 | Кайла Санчес (CAN)        | 14 грудня 2018    | Велика Британія |         |
| 16   | 51.45 | Кайла Санчес (CAN)        | 12 грудня 2019    | Франція         |         |
| 17   | 51.47 | Мішель Колеман (SWE)      | 17 листопада 2019 | Швеція          |         |
| 18   | 51.50 | Моллі О'Каллаган (AUS)    | 25 серпня 2022    | Сідней          | [ 140 ] |
| 19   | 51.58 | Джанетт Оттесен (DEN)     | 9 жовтня 2016     | Катар           |         |
| 20   | 51.62 | Ікее Рікако (JPN)         | 14 січня 2018     | Японія          |         |
| 21   | 51.63 | Пернілле Блуме (DEN)      | 15 грудня 2017    | Данія           |         |
| 21   | 51.63 | Меллорі Комерфорд (USA)   | 13 грудня 2018    | Hangzhou        |         |
| 23   | 51.65 | Бронте Кемпбелл (AUS)     | 5 грудня 2014     | Доха            |         |
| 23   | 51.65 | Шарлотт Бонне (FRA)       | 15 грудня 2017    | Данія           |         |
| 23   | 51.65 | Олівія Смоліга (USA)      | 21 листопада 2020 | Будапешт        |         |

#### Нотатки
Нижче подано список інших часів, однакових або кращих за 51.65:
- Емма Маккеон пропливла ще за 50.67 (2021), 50.77 (2022), 50.96 (2021), 51.02 (2019), 51.03 (2022), 51.05 (2021), 51.15 (2021), 51.17 (2020), 51.27 (2019), 51.28 (2021, 2022), 51.36 (2021), 51.38 (2019), 51.47 (2021, 2021), 51.51 (2021), 51.58 (2021), 51.61 (2021).
- Сара Шестрем пропливла ще за 50.77 (2017), 50.99 (2017), 51.02 (2017), 51.03 (2017), 51.13 (2018), 51.17 (2020), 51.21 (2018), 51.22 (2018), 51.25 (2017), 51.26 (2021, 2021), 51.31 (2021), 51.32 (2014, 2020), 51.34 (2021), 51.37 (2015), 51.39 (2014), 51.42 (2018), 51.44 (2015), 51.45 (2021), 51.46 (2014), 51.50 (2019, 2019), 51.52 (2021), 51.53 (2021), 51.55 (2021), 51.56 (2018), 51.62 (2017), 51.64 (2020), 51.65 (2021).
- Кейт Кемпбелл пропливла ще за 50.85 (2017), 50.91 (2015), 51.02 (2019), 51.20 (2019), 51.31 (2013), 51.37 (2019), 51.38 (2015), 51.45 (2017), 51.59 (2013, 2017).
- Шівон Хогі пропливла ще за 50.87 (2022), 50.94 (2020), 50.98 (2021), 51.00 (2022), 51.06 (2021), 51.11 (2021), 51.12 (2020), 51.13 (2021), 51.14 (2020), 51.18 (2021), 51.22 (2021), 51.30 (2020), 51.32 (2021), 51.35 (2020), 51.37 (2021), 51.38 (2020), 51.40 (2020), 51.42 (2021), 51.46 (2021), 51.48 (2021), 51.49 (2020), 51.59 (2020), 51.64 (2021), 51.65 (2021).
- Раномі Кромовідьойо пропливла ще за 51.01 (2018), 51.14 (2018), 51.14 (2017, 2018), 51.19 (2017), 51.26 (2018), 51.28 (2013), 51.29 (2018), 51.39 (2015), 51.42 (2018), 51.44 (2010), 51.44 (2009, 2010), 51.45 (2010), 51.47 (2014), 51.51 (2018), 51.51 (2014), 51.54 (2009,2013), 51.56 (2018), 51.57 (2014), 51.59 (2015), 51.60 (2017), 51.65 (2017).
- Беріль Гастальделло пропливла ще за 51.16 (2020), 51.30 (2020), 51.38 (2020, 2020), 51.48 (2023), 51.57 (2020).
- Фемке Гемскерк пропливла ще за 51.37 (2014), 51.38 (2018), 51.51 (2014), 51.58 (2020), 51.60 (2018), 51.62 (2014).
- Еббі Вейтцейл пропливла ще за 51.42 (2020), 51.62 (2021), 51.63 (2022), 51.64 (2021).
- Фрея Андерсон пропливла ще за 51.49 (2019), 51.52 (2020).
- Катажина Васік пропливла ще за 51.44 (2021), 51.58 (2021).
- Франческа Голсолл пропливла ще за 51.19 (2009), 51.61 (2009).
- Марі Ваттель пропливла ще за 51.45 (2019).
- Кайла Санчес пропливла ще за 51.45 (2018).
- Медісон Вілсон пропливла ще за 51.54 (2022).